# Kevin Martin
Kevin Martin, anomenat The Old Bear o K-Mart, (Killam, Canadà 1966) és un jugador de cúrling canadenc, guanyador de dues medalles olímpiques.

## Biografia
Va néixer el 31 de juliol de 1966 a la ciutat de Killam, població situada a la província d'Alberta.

## Carrera esportiva
Va participar en els Jocs Olímpics d'Hivern de 2002 realitzats a Salt Lake City (Estats Units), on aconseguí guanyar la medalla de plata en la prova per equips masculins de cúrling. En els Jocs Olímpics d'Hivern de 2010 realitzats a Vancouver (Canadà), i amb 43 anys, aconseguí guanyar la medalla d'or en aquesta mateixa prova.
Al llarg de la seva carrera ha aconseguit guanyar tres medalles en el Campionat del Món de cúrling, destancant la medalla d'or aconseguida el 2009.